# Japan Football League (1992–1998)
Die Japan Football League (jap. ジャパンフットボールリーグ Japan Futtobōru Līgu) war eine japanische Fußballliga, welche von 1992 bis 1998 existierte. Nach Gründung der Profiliga J. League war sie auf der zweithöchsten Stufe der japanischen Ligenpyramide angesiedelt.

## Geschichte

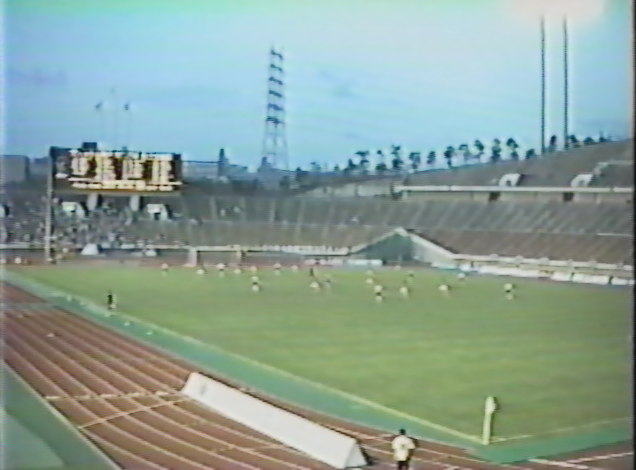
Vissel Kōbe gegen NTT Kantō im Kobe Universiade Memorial Stadium, 1995

Als der japanische Fußballverband sich dazu entschied, eine Profiliga zu gründen, wurde die Japan Soccer League (JSL), welche bis zum Ende der Saison 1991/92 die höchste Spielklasse des Landes war, in zwei neue Ligen umstrukturiert. Von den insgesamt 28 Vereinen der beiden Divisionen der JSL bildeten neun zusammen mit Shimizu S-Pulse die Profiliga J. League, eine (Yomiuri Junior) wurde mit ihrer ersten Mannschaft zusammengelegt, während die anderen achtzehn Mannschaften sich dazu entschieden, zumindest vorläufig ihren Amateurstatus zu behalten.
Die erste Saison wurde in zwei Divisionen zu je zehn Teams ausgetragen; zusätzlich zu den achtzehn ehemaligen JSL-Vereinen wurden die beiden Sieger der nationalen Regionalligen-Finalrunde, Ōsaka Gas SC and Seinō Transportation SC, in die Liga aufgenommen. Schon 1994 jedoch wurden nach einer Reihe von Rückzugen beide Divisionen zusammengelegt, fortan spielte man mit einer Division und sechzehn Vereinen.
Die Liga wurde schließlich mit der bevorstehenden Gründung der J. League Division 2 (J2) am Ende der Saison 1998 aufgelöst. Von den sechzehn Teams der letzten Saison wurden neun in die J2 aufgenommen, während die übrigen sieben in die neue Japan Football League wechselten.

## Liste der Meister, Auf- und Absteiger
| Saison | Meister                               | Zweitplatzierter                   | Aufsteiger nach der Saison | Regionalliga-Aufsteiger vor der Saison                                                                    | Absteiger nach der Saison                                                     |
| ------ | ------------------------------------- | ---------------------------------- | --- | --- | ----------------------------------------------------------------------------- |
| 1992   | D1 – Yamaha D2 – Chuo Bohan Fujieda   | D1 – Hitachi D2 – Kyoto Shiko Club | — | Ōsaka Gas SC Seinō Transportation SC                                                                      | Tanabe Pharmaceutical SC Ōsaka Gas SC                                         |
| 1993   | D1 – Bellmare Hiratsuka D2 – Honda FC | D1 – Júbilo Iwata D2 – PJM Futures | Bellmare Hiratsuka Júbilo Iwata | Toyota Motors Higashi-Fuji FC PJM Futures                                                                 | Toho Titanium SC NKK FC (aufgelöst) Toyota Motors Higashi-Fuji FC (aufgelöst) |
| 1994   | Cerezo Ōsaka                          | Kashiwa Reysol                     | Cerezo Ōsaka Kashiwa Reysol | NEC Yamagata SC                                                                                           | —                                                                             |
| 1995   | Fukuoka Blux                          | Kyoto Purple Sanga                 | Fukuoka Blux Kyoto Purple Sanga | Brummell Sendai Fukushima FC                                                                              | —                                                                             |
| 1996   | Honda FC                              | Vissel Kōbe                        | Vissel Kōbe | Nippon Denso FC Ōita FC                                                                                   | Cosmo Oil Yokkaichi FC (aufgelöst) Tosu Futures (aufgelöst)                   |
| 1997   | Consadole Sapporo                     | Tokyo Gas FC                       | Consadole Sapporo | Prima Ham FC Tsuchiura Jatco FC Sagan Tosu (neuer Verein, ersetzt Tosu Futures)                           | Fukushima FC (aufgelöst) Seino Transportation FC (aufgelöst)                  |
| 1998   | Tokyo Gas FC                          | Kawasaki Frontale                  | — | Albirex Niigata Sony Sendai FC Kokushikan University SC (durch die Universitätsvereinigung vorgeschlagen) | —                                                                             |
| 1998   | Tokyo Gas FC                          | Kawasaki Frontale                  | *Die folgenden Vereine wurden in die J. League Division 2 aufgenommen: Brummell Sendai, Montedio Yamagata, Ōmiya Ardija, Tokyo Gas FC, Kawasaki Frontale, Ventforet Kofu, Albirex Niigata, Sagan Tosu, Ōita FC | |                                                                               |